# Remungol
Remungol (en bretón Remengol) era una comuna francesa situada en el departamento de Morbihan, de la región de Bretaña, que el 1 de enero de 2016 pasó a ser una comuna delegada de la comuna nueva de Évellys al fusionarse con las comunas de Moustoir-Remungol y Naizin.

## Demografía
| Gráfica de evolución demográfica de Remungol entre 1800 y 2013 |
|                                                                |

Los datos demográficos contemplados en este gráfico de la comuna de Remungol se han cogido de 1800 a 1999 de la página francesa EHESS/Cassini, y los demás datos de la página del INSEE.